# Yuichi Kubo
Yuichi Kubo (久保 裕一 Kubo Yūichi?, nacido el 26 de septiembre de 1988 en Kinokawa, Wakayama) es un futbolista japonés que se desempeña como delantero.

## Trayectoria

### Clubes
| Club             | País  | Año         |
| ---------------- | ----- | ----------- |
| JEF United Chiba | Japón | 2010 - 2012 |
| Gainare Tottori  | Japón | 2012 - 2013 |
| Fagiano Okayama  | Japón | 2014 - 2016 |
| Mito HollyHock   | Japón | 2016        |
| SC Sagamihara    | Japón | 2017 -      |

## Estadística de carrera

### J. League
| Club             | Año   | J. League | J. League | Copa J. League | Copa J. League | Total | Total |
| Club             | Año   | Part.     | Goles     | Part.          | Goles          | Part. | Goles |
| ---------------- | ----- | --------- | --------- | -------------- | -------------- | ----- | ----- |
| JEF United Chiba | 2010  | 1         | 0         | -              | -              | 1     | 0     |
| JEF United Chiba | 2011  | 27        | 1         | -              | -              | 27    | 1     |
| JEF United Chiba | 2012  | 2         | 0         | -              | -              | 2     | 0     |
| Gainare Tottori  | 2012  | 16        | 2         | -              | -              | 16    | 2     |
| Gainare Tottori  | 2013  | 32        | 8         | -              | -              | 32    | 8     |
| Fagiano Okayama  | 2014  | 28        | 4         | -              | -              | 28    | 4     |
| Fagiano Okayama  | 2015  | 21        | 2         | -              | -              | 21    | 2     |
| Fagiano Okayama  | 2016  | 5         | 0         | -              | -              | 5     | 0     |
| Mito HollyHock   | 2016  | 14        | 0         | -              | -              | 14    | 0     |
| SC Sagamihara    | 2017  | 28        | 4         | -              | -              | 28    | 4     |
| Total            | Total | 174       | 21        | 0              | 0              | 174   | 21    |